# Porotaka florae
Porotaka florae là một loài nhện trong họ Agelenidae.
Loài này thuộc chi Porotaka. Porotaka florae được miêu tả năm 1973 bởi Raymond Robert Forster & Wilton.